# Liste der Monuments historiques in Rives-du-Couesnon
Die Liste der Monuments historiques in Rives-du-Couesnon führt die Monuments historiques in der französischen Gemeinde Rives-du-Couesnon auf.

## Liste der Bauwerke

### Saint-Jean-sur-Couesnon
| Bezeichnung           | Beschreibung | Standort | Kennzeichnung | Schutzstatus | Datum | Bild           |
| --------------------- | ------------ | -------- | ------------- | ------------ | ----- | -------------- |
| Château de la Dobiais | Schloss      | (Lage)   | PA00090786    | Inscrit      | 1926  | weitere Bilder |

### Vendel
| Bezeichnung      | Beschreibung | Standort | Kennzeichnung | Schutzstatus | Datum | Bild           |
| ---------------- | ------------ | -------- | ------------- | ------------ | ----- | -------------- |
| Kirche St-Martin |              | (Lage)   | PA35000052    | Inscrit      | 2013  | weitere Bilder |

## Liste der Objekte

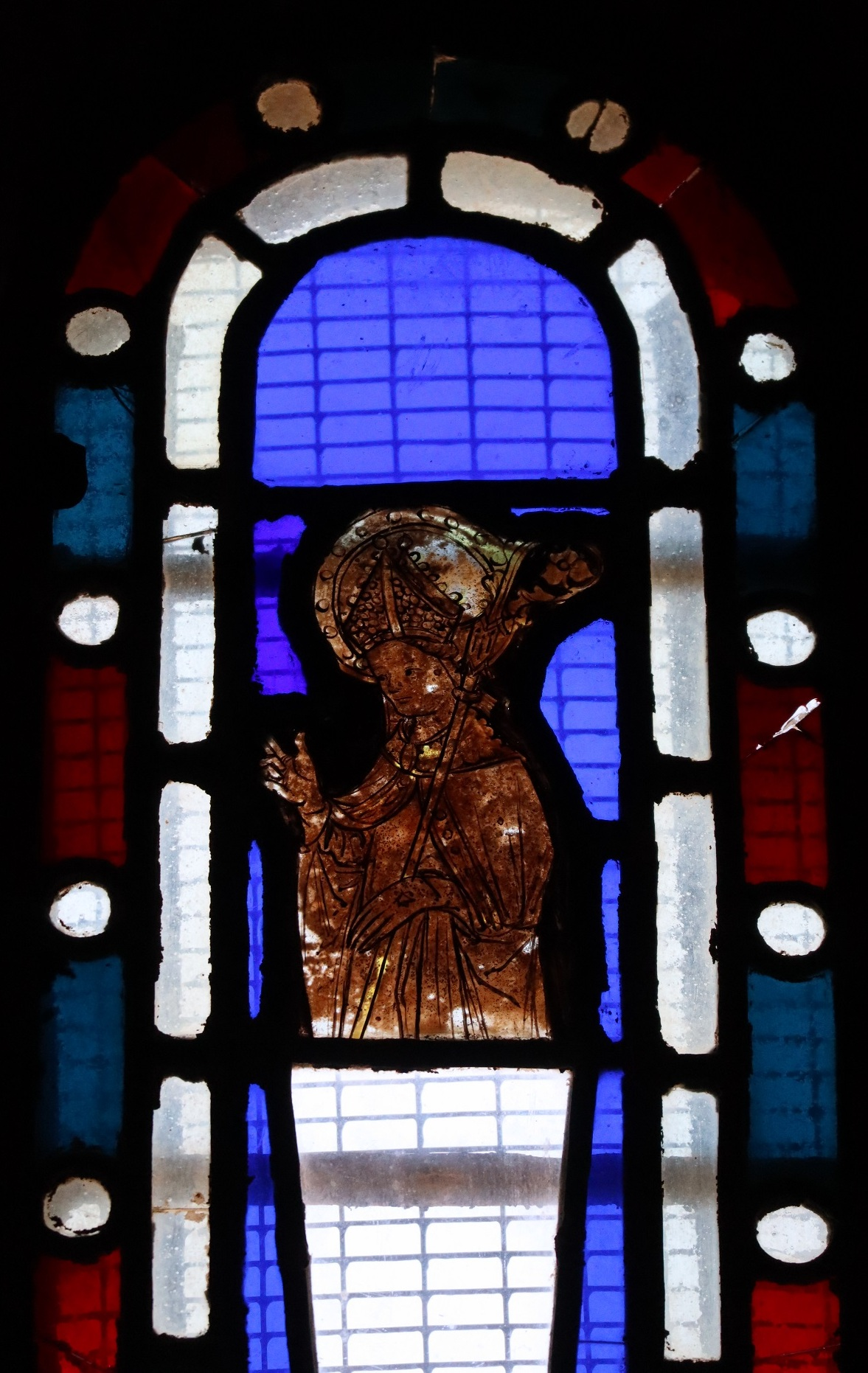
Fragment eines Fensters (1400) in der Kirche St-Médard in Saint-Marc-sur-Couesnon

- Monuments historiques (Objekte) in Saint-Georges-de-Chesné in der Base Palissy des französischen Kultusministeriums
- Monuments historiques (Objekte) in Saint-Marc-sur-Couesnon in der Base Palissy des französischen Kultusministeriums
- Monuments historiques (Objekte) in Vendel in der Base Palissy des französischen Kultusministeriums